# Acanthogobius
Acanthogobius es un género de peces de la familia de los Gobiidae en el orden de los Perciformes.

## Especies
- Acanthogobius elongatus Ni & Wu, 1985
- Acanthogobius flavimanus (Temminck & Schlegel, 1845)
- Acanthogobius hasta (Temminck & Schlegel, 1845)
- Acanthogobius insularis Shibukawa & Taki, 1996
- Acanthogobius lactipes (Hilgendorf, 1879)
- Acanthogobius luridus Ni & Wu, 1985